# 伦措夫特站
伦措夫特站（丹麥語：Lundtofte Station）是建设中的“丹麦首都圈轻轨三环路线”的北端终点站，预计将于2025年随“丹麦首都圈轻轨三环路线”通车而启用。位于丹麦首都大区靈比-措拜克市鎮伦措夫特伦措夫特庭园路（Lundtoftegårdsvej），附近是赫尔辛格高速公路15号出口（伦措夫特出口）。 计划建于南北走向的伦措夫特庭园路（Lundtoftegårdsvej）东侧。
“丹麦首都圈轻轨三环路线”与赫尔辛格高速公路平行的路段将沿半拉子工程——伦措夫特铁路（Lundtoftebanen）行进。伦措夫特铁路（Lundtoftebanen）位于今赫尔辛格高速公路西侧并与之平行，南起耶厄斯堡站，北至奈鲁姆站，全线大致呈南北走向。20世纪50年代开工，1964年停工，相关规划于1977年彻底废弃。在当年伦措夫特铁路（Lundtoftebanen）的规划中也包括“伦措夫特站”，但位置与现在建设中的丹麦首都圈轻轨“伦措夫特站”并不重合。
| 上一站 | 丹麦首都圈轻轨 （建设中） | 下一站                               |
| ------ | ------------------------- | ------------------------------------ |
| 终点站 | 三环路线 （建设中）       | 狐丘路站 （建设中） 开往：伊斯霍伊站 |